# 507 (tal)
507 är det naturliga heltal som följer 506 och följs av 508.

## Matematiska egenskaper
- 507 är ett udda tal.
- 507 är ett sammansatt tal
- 507 är ett defekt tal

## Inom vetenskapen
- 507 Laodica, en asteroid.